# 1365 в Україні

## Події
- Захоплення Судака генуезцями

## Засновані, зведені
- Михайлівський костел, Стара Сіль